# Rudolf Angermeier
Rudolf Angermeier (* 26. November 1876 in Bürstadt, Landkreis Bergstraße; † 1. April 1952 in Eschenlohe) war ein deutscher Verwaltungsjurist und Bürgermeister der Stadt Bensheim.

## Leben
Rudolf Angermeier war ein Sohn des Johannes Angermeier (1850–1926), der als Förster den zum Boxheimer Hof gehörenden Waldbestand bewirtschaftete. Seine Mutter war Anna Catharina Mest (1850–1919).
Nach der zweiten juristischen Staatsprüfung erhielt Rudolf Angermeier 1899 eine Anstellung als Gerichtsassessor in Offenbach, Bingen und Grünberg.
1903 promovierte er mit der Dissertation Der Nießbrauch an Forderungen nach dem BGB zum Dr. Jur.
1909 ließ er sich als Notar in Sprendlingen nieder.
Er war politisch aktiv, trat der Zentrumspartei bei und war von 1922 bis 1933 Bürgermeister in Bensheim, wo er sich voll für die Interessen der Stadt einsetzte und den Standort einer Reichsbanknebenstelle sowie die Verlegung des Finanzamtes von Zwingenberg nach Bensheim verwirklichte.
Die NS-Machthaber enthoben ihn am 24. März 1933 seines Amtes.
Angermeier wich dem NSDAP-Mitglied Heinrich Nachtigall und verzog nach Darmstadt. Später übersiedelte er nach Eschenlohe im Landkreis Garmisch-Partenkirchen, der Heimatgemeinde seiner Ehefrau.
Angermeier war mit Margot Rouselle (1889–1950) verheiratet und hatte mit ihr zwei Töchter und einen Sohn.